# Amber Michaels
Amber Michaels, född 17 november 1968 i Bamberg, Bayern, Tyskland, är en amerikansk porrskådespelerska och fetischmodell.
Michaels adopterades av en amerikansk familj och uppfostrades i Miami, Florida.
Till skillnad från många andra porrskådespelerskor började Michaels vid en relativt hög ålder, hon var nästan 30 år när hon deltog i sin första pornografiska film. 1998 började Michaels spela in professionell- och amatörpornografi och blev snabbt ett namn inom mainstreampornografin. Michaels har över 250 inspelade pornografiska filmer.
Michaels har en skorpion tatuerad över sitt bäckenben, vilket gör henne lätt att känna igen. Tatueringen är förmodligen en referens till hennes stjärntecken skorpionen.